# 尹俊邦
尹俊邦（Blanc Wan），生於香港，曾居於英國十餘年，香港鋼琴家及音樂學者。現任英國北方皇家音樂學院校董，香港國際鋼琴會議藝術總監，香港國際鋼琴家協會主席。

## 簡介
尹俊邦既是一位鋼琴家，亦是一位音樂學者及音樂教育家。演出超過百場音樂會及電台錄音，他的演奏足跡遍及亞洲，歐洲，北美洲和英國等地。尹俊邦為英國皇家文藝學會院士、英國皇家音樂學院院士、倫敦音樂學院院士、倫敦聖三一學院院士，並在2011年被列選為青年施坦威鋼琴藝術家。
早年曾在英國倫敦隨Bryce Morrison學習，其後於皇家北方音樂學院取得學士學位，師承俄羅斯鋼琴家 Dina Parakhina。他其後隨著名音樂學家 Laurence Dreyfus 進行學術研究，並獲英國牛津大學頒授音樂學碩士學位。在學其間，他亦獲得不少獎項包括德瑞克記念獎、麥可拉斯基獎及斯利亞摩利獎等。隨後在英國國際聯盟音樂大賽中奪得第一名、在意大利安蒂國際鋼琴比賽中獲獎。
尹俊邦曾多次為香港電台錄音及演奏 ，亦先後到捷克共和國、德國、香港、匈牙利、意大利、西班牙及英國等地演出，於2010年獲邀到波蘭為蕭邦誕生200週年紀念舉行鋼琴獨奏會。他曾被邀往到德國作演出及主持鋼琴大師班更被德國報章《Der Odenwalder Zeitung》稱讚他“極具音樂觸覺”及“一位藝術家，用他的音樂感動每一位聽眾”。在捷克共和國的個人鋼琴獨奏會中，被當地報章盛讚他“演繹精湛，音色優雅動人”。作為香港鋼琴雜誌《琴韻》總編輯，他亦曾刊登與多位著名鋼琴大師的訪談包括: 郎朗，Dame Fanny Waterman，Jörg Demus，Leslie Howard，马克-安德烈·哈梅林，Peter Donohoe，Pascal Rogé，Pascal Devoyon，John Lill，Peter Frankl，Jean-Efflam Bavouzet及史蒂芬·賀夫等。他曾獲邀為多個國際音樂比賽進行評審工作，於2014年期亦擔任多個鋼琴比賽評委，如亞洲鋼琴公開比賽、香港國際鋼琴公開賽及澳門青少年鋼琴大賽等。
作為音樂學家，他曾撰寫多篇有關鋼琴演奏的文章。現於英國倫敦大學國王學院進行有關俄羅斯鋼琴教學傳統的博士論文研究，探究現代俄羅斯的音樂教育體制。尹俊邦曾於英國倫敦大學金匠學院音樂系教授鋼琴演奏學，亦多次在德國，香港及英國發表演講及舉行鋼琴大師班。

## 文章作品
| 出版日期   | 文章                          | 出版社           |
| ---------- | ----------------------------- | ---------------- |
| 2012年1月  | 什麼是練習? 我在練習嗎?       | 鋼琴雜誌《琴韻》 |
| 2012年4月  | 為演出作最佳準備              | 鋼琴雜誌《琴韻》 |
| 2012年7月  | 背譜演奏                      | 鋼琴雜誌《琴韻》 |
| 2012年10月 | 鋼琴考試適合你的學生嗎?       | 鋼琴雜誌《琴韻》 |
| 2013年1月  | 鋼琴家的動作與姿勢            | 鋼琴雜誌《琴韻》 |
| 2013年4月  | 手部位置與連音演奏            | 鋼琴雜誌《琴韻》 |
| 2013年7月  | 鋼琴指法                      | 鋼琴雜誌《琴韻》 |
| 2013年10月 | 身體與心靈 - 鋼琴演奏家的台風 | 鋼琴雜誌《琴韻》 |
| 2014年1月  | 演奏的黑與白：對與錯的概念    | 鋼琴雜誌《琴韻》 |
| 2014年4月  | 演奏八度                      | 鋼琴雜誌《琴韻》 |
| 2014年7月  | 音樂訓練 - 數量及質素         | 鋼琴雜誌《琴韻》 |
| 2014年10月 | 手腕的動作                    | 鋼琴雜誌《琴韻》 |
| 2015年1月  | 無名指的訓練                  | 鋼琴雜誌《琴韻》 |

## 外部連結
- Official Website （页面存档备份，存于）
- 牛津大學
- 施坦威鋼琴 （页面存档备份，存于）